# Claassenia brachyptera
Claassenia brachyptera is een steenvlieg uit de familie borstelsteenvliegen (Perlidae). De wetenschappelijke naam van de soort is voor het eerst geldig gepubliceerd in 1954 door Brinck.